# Louis Wurm
Louis Wurm (* 19. Oktober 1866 in Lüdenscheid; † 26. September 1941 ebenda) war ein deutscher Politiker (DVP).

## Leben
Louis Wurm arbeitete als Kürschnermeister, betätigte sich im Pelzhandel und betrieb ein Kürschnergeschäft in Lüdenscheid. Er war Präsident der Handwerkskammer Arnsberg und Vorstandsmitglied des Westfälisch-Lippischen Handwerkerbundes. Neben seiner beruflichen Tätigkeit engagierte er sich als Kreismännerturnwart des Turnkreises Westfalen und Lippe der Deutschen Turnerschaft. Von 1934 bis 1939 war er Erster Vorsitzender des Lüdenscheider Turnvereins von 1861.
Wurm trat während der Zeit der Weimarer Republik in die Deutsche Volkspartei (DVP) ein. Er war unbesoldetes Mitglied des Magistrates der Lüdenscheider Stadtverwaltung und Abgeordneter des Provinziallandtages der Provinz Westfalen. Im Mai 1928 wurde er in den Preußischen Landtag gewählt, dem er bis 1932 angehörte. Im Parlament vertrat er den Wahlkreis 18 (Westfalen-Süd).
Seine Tochter Elisabeth heiratete 1923 Eugen Eichhoff.